# 广东生态工程职业学院
广东生态工程职业学院，简称广东生态职院，位于广东省广州市，是经广东省人民政府批准、国家教育部备案的广州市属普通高校，学校代码:14509。

## 组织机构

### 党政管理机构
- 党政办公室
- 纪检室（审计工作部）
- 组织宣传统战部（武装部）
- 人力资源部
- 教务部
- 招生与就业指导中心
- 财务部
- 总务后勤部
- 分校区综合管理中心
- 学生工作部

### 教学机构
- 马克思主义学院
- 林业工程学院
- 风景园林学院
- 园艺与食品学院
- 艺术与设计学院
- 旅游与文化学院
- 信息工程学院
- 智能制造学院
- 经济贸易学院
- 海洋与渔业学院
- 航海学院
- 创新创业学院
- 公共课教学部
- 中职教育部
- 继续教育学院

### 教辅机构
- 图书馆
- 信息中心
- 实验与实训中心
- 教学质量监测与评估中心
- 科研与校企合作管理中心

### 科研机构
- 自然保护地与生态修复研究中心
- 现代职业教育乡村振兴研究中心